# Leucothyreus hoffmanni
Leucothyreus hoffmanni är en skalbaggsart som beskrevs av Ohaus 1924. Leucothyreus hoffmanni ingår i släktet Leucothyreus och familjen Rutelidae. Inga underarter finns listade i Catalogue of Life.